# Лінкольн (пропонований північно-західний штат)
Лінкольн — пропонований новий штат США на північному заході. Він визначався різними способами, але найбільше спільного у нього з регіоном, відомим як Внутрішній північний захід. Пропонований штат отримав назву на честь Авраама Лінкольна, який був президентом під час громадянської війни в Америці. Його прізвище пропонувалось також для штатів, які зрештою отримали назву Північна Дакота та Вайомінг.